# 八千代中央站

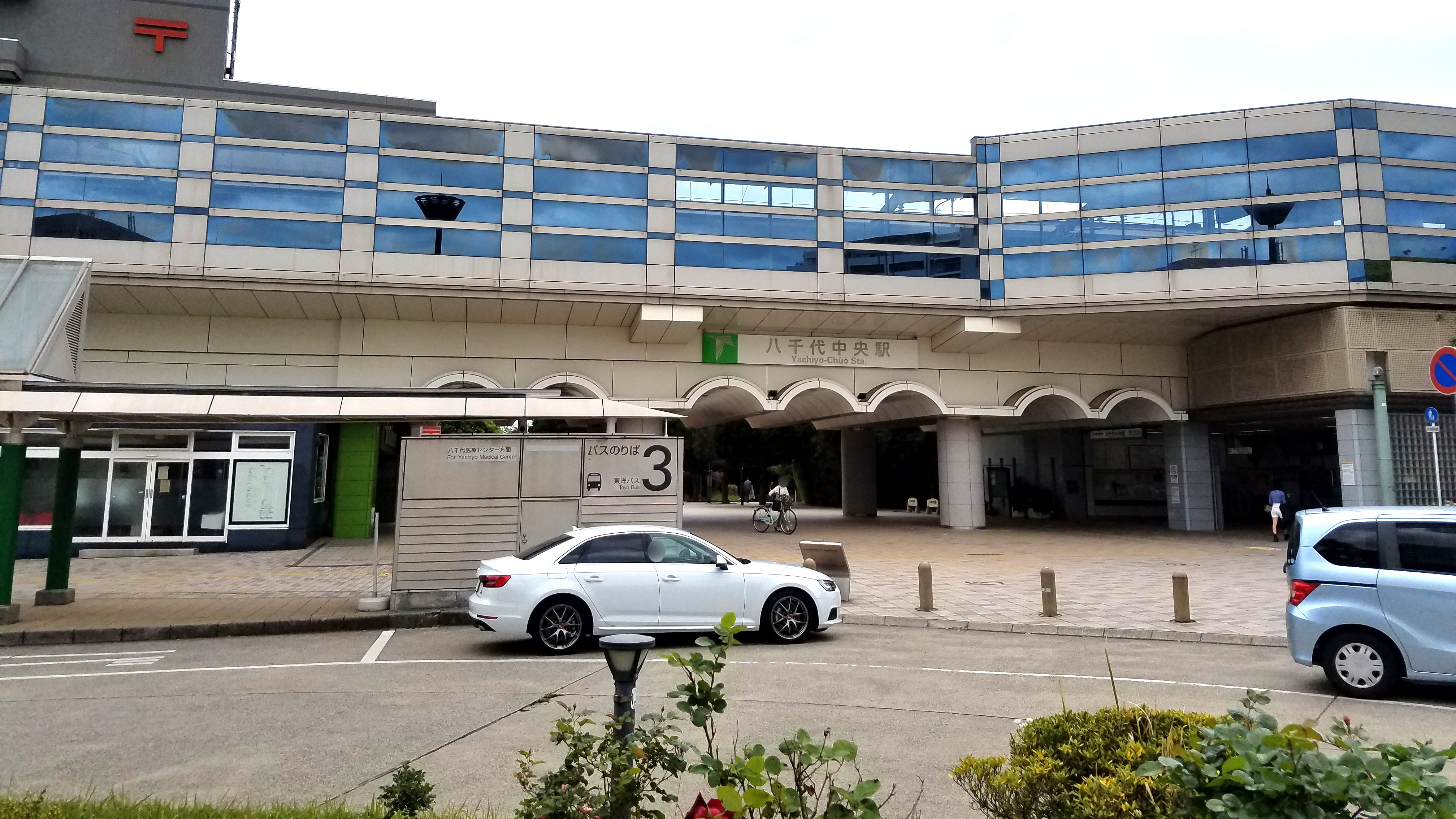
北側望向站舍（2021年4月27日）

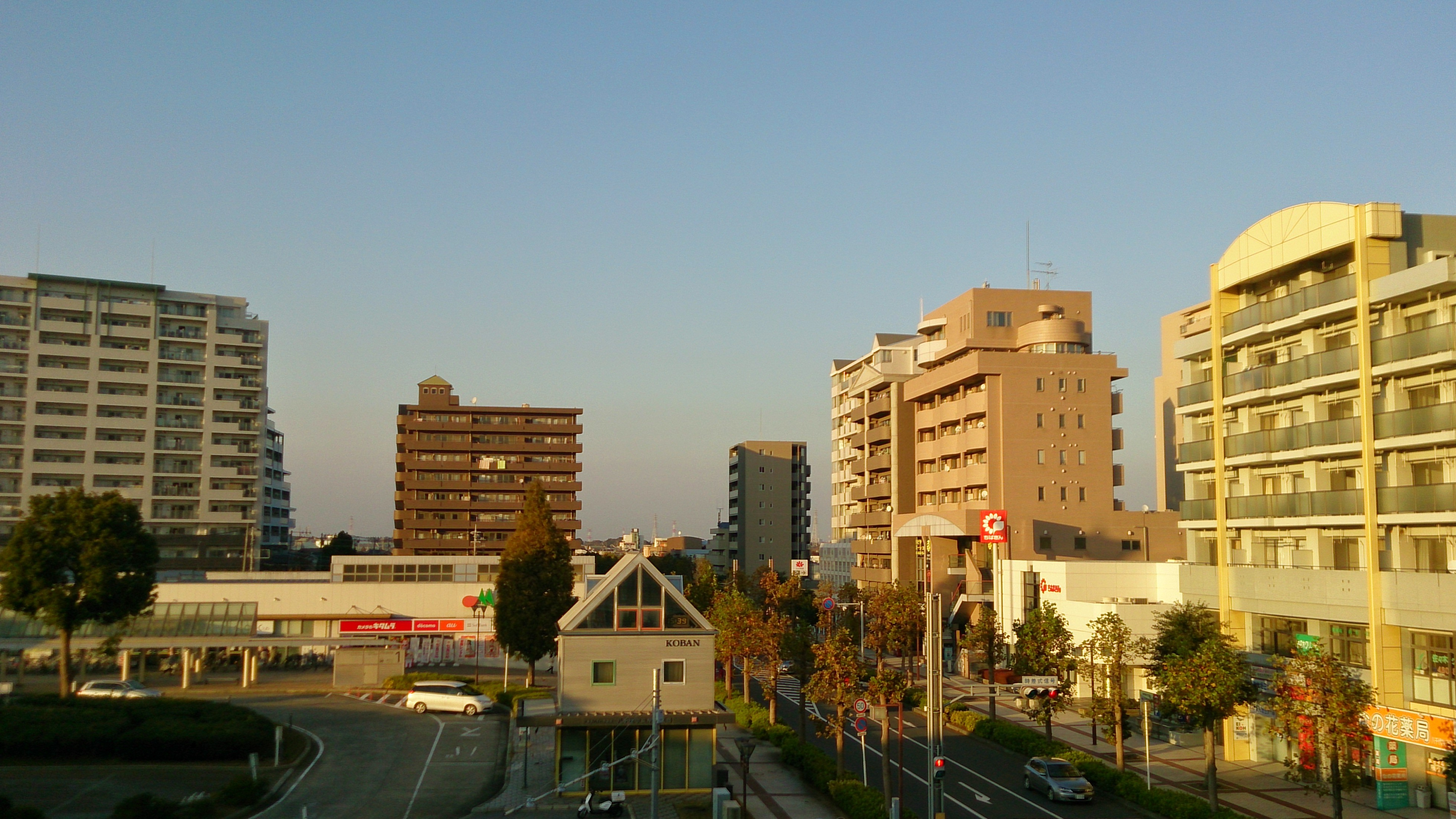
北側站前 百合之木台的公寓群（2014年11月23日）

八千代中央站（日语：／ Yachiyo-Chūō eki */?）是一個位於千葉縣八千代市百合之木台一丁目，屬於東葉高速鐵道東葉高速線的鐵路車站。車站編號是TR07。

## 歷史
- 1996年（平成8年）4月27日 - 開業[1]。

## 車站結構
對向式月台2面2線的高架車站。閘機層往各月台設有2條樓梯，以及扶手電梯、升降機各1部。

### 月台配置
| 月台 | 路線       | 方向 | 目的地                               |
| ---- | ---------- | ---- | ------------------------------------ |
| 1    | 東葉高速線 | 下行 | 東葉勝田台方向                       |
| 2    | 東葉高速線 | 上行 | 八千代綠丘、西船橋、大手町、中野方向 |

## 使用情況
2014年度的一日平均上車人次為11,032人。

## 相鄰車站
東葉高速鐵道
 東葉高速線（東葉高速線內所有列車各站停車）
八千代綠丘（TR06）－八千代中央（TR07）－村上（TR08）

## 外部連結
- 八千代中央站 （页面存档备份，存于） - 東葉高速鐵道